# Otto Hofer
Otto Josef Hofer (28 de junio de 1944) es un jinete suizo que compitió en la modalidad de doma.
Participó en tres Juegos Olímpicos de Verano, obteniendo en total tres medallas, dos en Los Ángeles 1984, plata en la prueba por equipos (junto con Christine Stückelberger y Amy-Cathérine de Bary) y bronce en la individual, y una medalla de plata en Seúl 1988, por equipos (con Christine Stückelberger, Daniel Ramseier y Samuel Schatzmann), y el sexto lugar en Barcelona 1992, por equipos.
Ganó cuatro medallas en el Campeonato Europeo de Doma entre los años 1983 y 1989.

## Palmarés internacional
| Juegos Olímpicos   | Juegos Olímpicos             | Juegos Olímpicos  | Juegos Olímpicos |
| Año                | Lugar                        | Medalla           | Categoría        |
| ------------------ | ---------------------------- | ----------------- | ---------------- |
| 1984               | Los Ángeles (Estados Unidos) | Medalla de plata  | Por equipos      |
| 1984               | Los Ángeles (Estados Unidos) | Medalla de bronce | Individual       |
| 1988               | Seúl (Corea del Sur)         | Medalla de plata  | Por equipos      |
| Campeonato Europeo |                              |                   |                  |
| Año                | Lugar                        | Medalla           | Categoría        |
| 1983               | Aquisgrán (RFA)              | Medalla de bronce | Por equipos      |
| 1985               | Copenhague (Dinamarca)       | Medalla de plata  | Individual       |
| 1987               | Leicester (Reino Unido)      | Medalla de plata  | Por equipos      |
| 1989               | Mondorf (Luxemburgo)         | Medalla de bronce | Por equipos      |